# Orvanne
Orvanne – dawna gmina we Francji, w regionie Île-de-France, w departamencie Sekwana i Marna. W 2008 roku liczba ludności wynosiła 7211 mieszkańców. 
Gmina istniała zaledwie rok. Została utworzona 1 stycznia 2015 roku z połączenia dwóch ówczesnych gmin: Écuelles oraz Moret-sur-Loing. Siedzibą gminy została miejscowość Moret-sur-Loing. Jednak już 1 stycznia 2016 roku z połączenia trzech ówczesnych gmin – Épisy, Montarlot oraz Orvanne – utworzono nową gminę Moret-Loing-et-Orvanne. Siedzibą gminy została miejscowość Moret-sur-Loing.